# クルト・シフラー
クルト・シフラー（独: Kurt Schiffler、1896年4月6日 - 1986年2月25日
）はドイツの工学者、起業家、アマチュア幾何学者。
シフラーの父は初等学校の教師で、祖父は玩具製造業者。シフラーはテューリンゲン州のゴータに生まれ育った。1914年、地元のギムナジウムを卒業して、第一次世界大戦では兵士として徴兵された。フライベルク工科大学とシュトゥットガルト大学で学び、工学の学位を得た。エスリンゲンの機械工場で働いた。

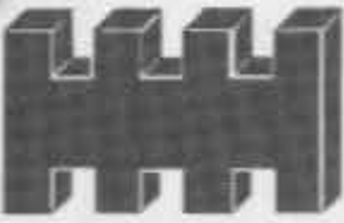
シフラーの発明した歯のついた建築用ブロック。

1925年、会社 Dusyma を創立し知育玩具と木製楽器を開発した。楽器はStoessel luteとMandoluteを改良したもので作られた。1937年、シフラーは木材の建築材として、歯の付いた建築用ブロックを発明し、様々なおもちゃの建物を作ることを可能にした。  Dusyma は玩具だけでなく、子供用の家具や幼稚園に必要とされる設備を生産した。 多くの教育的な玩具は恩物から着想を得ている。シフラーは教育学の教授エリカ・ホフマン（Erika Hoffman）、専門家フリードリヒ・フレーベル、幼稚園長 Christine Uhl と協力した。
第二次世界大戦時、シフラーは再度徴兵され、会社は兵器の材料を生産するために再編成された。戦後は再び知育玩具や幼稚園設備を製造した。加えて、材料を木からプラスチックへ変更した。
1971年、ドイツ連邦共和国功労勲章を受章した。1978年、娘ルル・シフラー＝ベッツ（Lulu Schiffler-Betz）に会社の後継を相談して、1981年に会社を引き継いで引退した。 

シフラー点

シフラーは幾何学に興味を持ち、三角形を内心で分割した3つの三角形と元の三角形のオイラー線が共点であることを発見した。この共点は現在彼の名を冠してシフラー点と呼ばれる。シフラーはこの発見を1985年にカナダの数学雑誌 Crux Mathematicorum で公表した。
シフラーは2度結婚している。最初の妻とは1人の娘を儲け、2人目の妻とは4人の娘と1人の息子を儲けた。